# Дебра Фішер
Дебра Енн Фішер (англ. Debra A. Fischer; нар. 1 березня 1951) — професор астрономії в Єльському університеті, яка досліджує виявлення та характеристики екзопланет. Вона була частиною команди, яка відкрила першу відому багатопланетну систему. Також працювала з доктором Табетою Сюзанною Бояцзян.

## Дослідження та кар'єра
Фішер є співавтором понад 100 статей про карликові зорі і суб-зоряні масові об'єкти в галактиках, включаючи багато об'єктів на позасонячних планетах. Її наукова праця «25 років пошуку планети» стала результатом співпраці Fischer, Marcy & Spronck 2014. Дебра є головним дослідником консорціуму N2K, який шукає екзопланети . Вона спільно очолює команду планетного пошуку з Грегорі П. Лафліном і Джессі Цисевським, що шукають позасонячні планети . Вона була основним дослідником для Хирона, в CTIO спектрометра високої роздільної здатності. У 2011 році Дебра Фішер розпочала оптично вдосконалений допплерівський пошук наступних поколінь Екзо-Землі, який допоможе мисливцям на планети знайти космічні об'єкти, подібні до нашої Землі.

## Освіта
Фішер отримала вищу освіту в Університеті штату Айова в 1975 році, здобула звання «магістр наук» у Державному університеті Сан-Франциско в 1992 році, і захистила кандидатську дисертацію в Університеті Каліфорнії в Санта-Крус в 1998 році.